# アナプルナ
アナプルナ（Anapurna）は、イギリスの競走馬。主な勝ち鞍は2019年の英オークス(G1)、ロワイヤリュー賞(G1)。フランケル産駒初の英国クラシック競走の勝ち馬である。

## 戦績
2016年3月31日に誕生。父フランケルにとっては3世代目の産駒となる。
名門ジョン・ゴスデン厩舎に入厩。2018年の年末にウルヴァーハンプトン競馬場のオールウェザー競走でデビューしたが、初戦は大きく離された9着に終わる。しかし、年が明けて2019年1月の未勝利戦では一変し、2着に5馬身差をつけて初勝利を挙げた。
休養を挟んで、ランフランコ・デットーリとのコンビでリステッド競走のオークストライアルステークスに出走。初の芝レースでありながら、6馬身差を付ける圧勝で2連勝とした。この勝利により、英オークスの有力馬の一角に急浮上する。もう1つのトライアルであるチェスターオークスもゴスデン厩舎のメダーイー（Mehdaayih）が制し、本番でも1番人気に推されることになるが、デットーリはメダーイーへの騎乗経験が無かったため、陣営の判断で本番も引き続きアナプルナに騎乗することになった。
4番人気で挑んだ英オークスでは、エイダン・オブライエン厩舎が送り出したライアン・ムーア騎乗の2番人気ピンクドッグウッド（Pink Dogwood）が直線で大外から一旦は抜け出したところを、残り1ハロンで内から伸びて叩き合いに持ち込み、クビ差競り勝って優勝。父フランケルに初の英国クラシックの栄冠をもたらした。
秋の始動戦ヴェルメイユ賞ではデットーリが同厩舎の愛オークス馬スターキャッチャーに騎乗するため、オイシン・マーフィーに乗り替わった。人気はスターキャッチャーに次ぐ2番人気であったが、直線で伸びを欠き、9頭立ての7着に沈んだ。叩き2戦目はこの年からG1に昇格したロワイヤリュー賞に出走し、G1・2勝目を挙げた。鞍上のデットーリはゴドルフィンの主戦時代の2001年に記録したG1・16勝を上回る自己最多の年間G1・17勝目となった。この後、10月19日のブリティッシュ・チャンピオンズ・フィリーズ&メアズステークスに出走するも11着と惨敗しこの一戦を最後に現役を引退した。

### 競走成績
以下の内容は、Racing Postの情報に基づく。
| 出走日     | 競馬場               | 競走名                       | 格 | 距離    | 着順 | 騎手         | 着差     | 1着（2着）馬     |
| ---------- | -------------------- | ---------------------------- | -- | ------- | ---- | ------------ | -------- | ---------------- |
| 2018.12.17 | ウルヴァーハンプトン | ナヴィスステークス           |    | AW8.5f  | 9着  | D.プロバート | 17馬身   | Noble Lineage    |
| 2019.01.30 | リングフィールド     | 未勝利                       |    | AW10f   | 1着  | K.オニール   | 5馬身    | （Dawn Crusade） |
| 0000.05.11 | リングフィールド     | オークストライアルステークス | L  | 芝11.5f | 1着  | L.デットーリ | 6馬身    | （Tauteke）      |
| 0000.05.31 | エプソム             | 英オークス                   | G1 | 芝12f   | 1着  | L.デットーリ | クビ     | （Pink Dogwood） |
| 0000.09.15 | パリロンシャン       | ヴェルメイユ賞               | G1 | 芝12f   | 7着  | O.マーフィー | 5馬身3/4 | Star Catcher     |
| 0000.10.05 | パリロンシャン       | ロワイヤリュー賞             | G1 | 芝14f   | 1着  | L.デットーリ | 1馬身1/4 | （Delphinia）    |

- 競走成績は2019年10月5日現在

## 血統表
| アナプルナの血統             | アナプルナの血統                                                                  | アナプルナの血統                                                                  | （血統表の出典）                                                                  | （血統表の出典） |
| 父系                         | サドラーズウェルズ系                                                              | サドラーズウェルズ系                                                              | サドラーズウェルズ系                                                              | [ § 2 ]          |
| 父 Frankel 2008 鹿毛         | 父の父Galileo 1998 鹿毛                                                           | Sadler's Wells                                                                    | Northern Dancer                                                                   | Northern Dancer  |
| 父 Frankel 2008 鹿毛         | 父の父Galileo 1998 鹿毛                                                           | Sadler's Wells                                                                    | Fairy Bridge                                                                      |                  |
| 父 Frankel 2008 鹿毛         | 父の父Galileo 1998 鹿毛                                                           | Urban Sea                                                                         | Miswaki                                                                           | Miswaki          |
| 父 Frankel 2008 鹿毛         | 父の父Galileo 1998 鹿毛                                                           | Urban Sea                                                                         | Allegretta                                                                        |                  |
| 父 Frankel 2008 鹿毛         | 父の母Kind 2001 鹿毛                                                              | *Danehill                                                                         | Danzig                                                                            | Danzig           |
| 父 Frankel 2008 鹿毛         | 父の母Kind 2001 鹿毛                                                              | *Danehill                                                                         | Razyana                                                                           |                  |
| 父 Frankel 2008 鹿毛         | 父の母Kind 2001 鹿毛                                                              | Rainbow Lake                                                                      | Rainbow Quest                                                                     | Rainbow Quest    |
| 父 Frankel 2008 鹿毛         | 父の母Kind 2001 鹿毛                                                              | Rainbow Lake                                                                      | Rockfest                                                                          |                  |
| 母 Dash To The Top 2002 鹿毛 | 母の父Montjeu 1996 鹿毛                                                           | Sadler's Wells                                                                    | Northern Dancer                                                                   | Northern Dancer  |
| 母 Dash To The Top 2002 鹿毛 | 母の父Montjeu 1996 鹿毛                                                           | Sadler's Wells                                                                    | Fairy Bridge                                                                      |                  |
| 母 Dash To The Top 2002 鹿毛 | 母の父Montjeu 1996 鹿毛                                                           | Preach                                                                            | Top Ville                                                                         | Top Ville        |
| 母 Dash To The Top 2002 鹿毛 | 母の父Montjeu 1996 鹿毛                                                           | Preach                                                                            | Toute Cy                                                                          |                  |
| 母 Dash To The Top 2002 鹿毛 | 母の母Millennium Dash 1997 栗毛                                                   | Nashwan                                                                           | Blushing Groom                                                                    | Blushing Groom   |
| 母 Dash To The Top 2002 鹿毛 | 母の母Millennium Dash 1997 栗毛                                                   | Nashwan                                                                           | Height of Fashion                                                                 |                  |
| 母 Dash To The Top 2002 鹿毛 | 母の母Millennium Dash 1997 栗毛                                                   | Milligram                                                                         | Mill Reef                                                                         | Mill Reef        |
| 母 Dash To The Top 2002 鹿毛 | 母の母Millennium Dash 1997 栗毛                                                   | Milligram                                                                         | One in a Million                                                                  |                  |
| 母系(F-No.)                  | 16号族(FN:16-h)                                                                   | 16号族(FN:16-h)                                                                   | 16号族(FN:16-h)                                                                   | [ § 3 ]          |
| 5代内の近親交配              | Sadler's Wells3×3＝25.00%、Northern Dancer4×5×4＝15.63%、Blushing Groom5×5＝6.25% | Sadler's Wells3×3＝25.00%、Northern Dancer4×5×4＝15.63%、Blushing Groom5×5＝6.25% | Sadler's Wells3×3＝25.00%、Northern Dancer4×5×4＝15.63%、Blushing Groom5×5＝6.25% | [ § 4 ]          |
| 出典                         | 1. 2. 3. 4.                                                                       | 1. 2. 3. 4.                                                                       | 1. 2. 3. 4.                                                                       | 1. 2. 3. 4.      |

- 母ダッシュトゥザトップは現役時代にリステッド競走を含む2勝。ヨークシャーオークスで2着、フィリーズマイルで3着の戦績を残している[9]。